# Graptus
Graptus (Alophus), rod kukaca (insecta) iz reda kornjaša (coleoptera) i porodice pipa (Curculionidae) koja obuhvaća po nekim podacima blizu 120 vrsta (118); drugi izvori navode 94 vrste.
Ovaj rod opisao je švedski entomolog Carl Johan Schönherr, 1826., a kasnije dobiva naziv Graptus.
Žive na suhim bezvodnim pjeskovitim tlima.

## Vrste
- Graptus adspersus
- Graptus agrestis
- Graptus albidus
- Graptus albonotatus
- Graptus alternans
- Graptus alternatus
- Graptus apfelbecki
- Graptus apicalis
- Graptus apicatulus
- Graptus apicatus
- Graptus armeniacus
- Graptus arrogans
- Graptus asturiensis
- Graptus austriacus
- Graptus balcanicus
- Graptus basalis
- Graptus biguttatus
- Graptus bipunctellus
- Graptus carpathicus
- Graptus caudiculatus
- Graptus cinereus
- Graptus cirriger
- Graptus constrictus
- Graptus cordiger
- Graptus cretaceus
- Graptus csiki
- Graptus csikii
- Graptus didymus
- Graptus elegans
- Graptus epiroticus (Solari, 1945)
- Graptus eximius
- Graptus extensus
- Graptus foraminosus
- Graptus foveatus
- Graptus gamma
- Graptus giresunicus Davidian & Arzanov 2004
- Graptus gjorgjevici
- Graptus haliciensis
- Graptus hebraeus
- Graptus hilfi
- Graptus humeralis
- Graptus immaculatus
- Graptus inopinus
- Graptus italicus
- Graptus kashgarensis
- Graptus kaufmanni
- Graptus lentus
- Graptus leucon
- Graptus lineatus
- Graptus lituratus
- Graptus macedonicus (Solari, 1945)
- Graptus maeklini
- Graptus magnificus
- Graptus malissorum
- Graptus marginatus
- Graptus marginellus
- Graptus matzenaueri
- Graptus melanocardius
- Graptus nictitans
- Graptus nigrans
- Graptus obsoletus
- Graptus pacatus
- Graptus pauperculus
- Graptus pindicus (Solari, 1945)
- Graptus planus
- Graptus plausibilis
- Graptus pseudoelegans
- Graptus puncticollis
- Graptus purkynei (Smreczynski, 1960)
- Graptus quadriguttatus
- Graptus quadrinotatus
- Graptus quadripunctellus
- Graptus quadripunctillus
- Graptus rhodopensis
- Graptus rudis
- Graptus rufimanus
- Graptus sequensi
- Graptus seriatus
- Graptus setosus
- Graptus shardaghensis
- Graptus singularis
- Graptus solarii (Smreczynski, 1957)
- Graptus squamiventris
- Graptus steppensis
- Graptus stierlini
- Graptus striatirostris
- Graptus styriacus
- Graptus subcarinatus
- Graptus subcostatus
- Graptus subguttatus
- Graptus subnudus
- Graptus sulcirostris
- Graptus syriacus
- Graptus triguttatus,  (Fabricius, 1775)
- Graptus trinotatus
- Graptus uniformis
- Graptus v-griseum
- Graptus v-griseus
- Graptus vau
- Graptus vittatus
- Graptus weberi